# The Pointer Sisters
The Pointer Sisters sind eine US-amerikanische Soul- und Disco-Band, die im Jahre 1971 von den Schwestern Anita (* 23. Januar 1948; † 31. Dezember 2022), Bonnie (* 11. Juli 1950, † 8. Juni 2020) und June (* 30. November 1953; † 11. April 2006) gegründet wurde. Im Dezember 1972 stieg auch ihre älteste Schwester Ruth (* 19. März 1946) mit ein. Die Gruppe wurde zunächst als Nostalgie-Act mit 1940er-Jahre-Jazz, Dixieland und Big-Band-Musik berühmt, später auch mit Funk, R&B und Country. Die Sängerinnen fielen auch durch ihre äußere Erscheinung auf, eine Mischung aus Second-Hand-Kleidern und extravaganten Kostümen. In den späten 1970er Jahren wandten sich die Schwestern verstärkt Pop- und Disco-Klängen zu und konnten in den 1980er Jahren ihre größten Erfolge feiern. Zu ihren bekanntesten Hits zählen Fire (1978), He’s So Shy (1980), Slow Hand (1981), Automatic, Jump (For My Love) und I’m So Excited (1984). Die Band verkaufte in ihrer Karriere mehr als 40 Millionen Tonträger.

## Geschichte

### Frühe Jahre – LabelsBlue ThumbundABC(bis 1978)
Bereits im Kindesalter wurden die Schwestern von ihren Eltern, dem Prediger Elton Pointer und seiner Frau Sarah, dazu ermutigt, im Gospelchor ihrer Kirche in West Oakland, Kalifornien mitzusingen. Rock ’n’ Roll und Blues hingegen waren für die frommen Eltern „Teufelswerk“. Nur dann, wenn ihre Eltern nicht zu Hause waren, konnten sie die Lieder aus dem Radio nachsingen. Die ersten Schritte in Richtung einer professionellen Gesangskarriere taten Bonnie und June, die bereits im Jahre 1969 als „Pointers – A Pair“ auftraten. Ab 1971 traten sie zusammen mit Anita als The Pointer Sisters auf und unterstützen als Backup-Gruppe viele Stars in den Aufnahmestudios der kalifornischen Westküste, darunter Elvin Bishop, Esther Phillips, Taj Mahal und Alice Cooper. Im Jahre 1972 nahmen sie für das Atlantic-Label ihre ersten beiden Singles auf, die jedoch kein Erfolg wurden.
Im Dezember 1972 überzeugten sie auch ihre älteste Schwester Ruth einzusteigen. Nach Unterzeichnung eines Vertrages mit Blue Thumb schaffte das Quartett im Jahre 1973 mit dem Debütalbum The Pointer Sisters den internationalen Durchbruch. Ihr großer Auftritt am 15. Mai 1973 im Troubadour in Los Angeles sorgte für Furore und die Mischung aus 1940er-Jahre-Jazz, Big Band und Funk-Elementen kam blendend an. Der erste Hit der Sisters, Yes We Can Can, eine Mischung aus Funk und R&B, platzierte sich in den USA auf Platz 12 der R&B-Charts und auf Platz 11 der Pop-Charts.

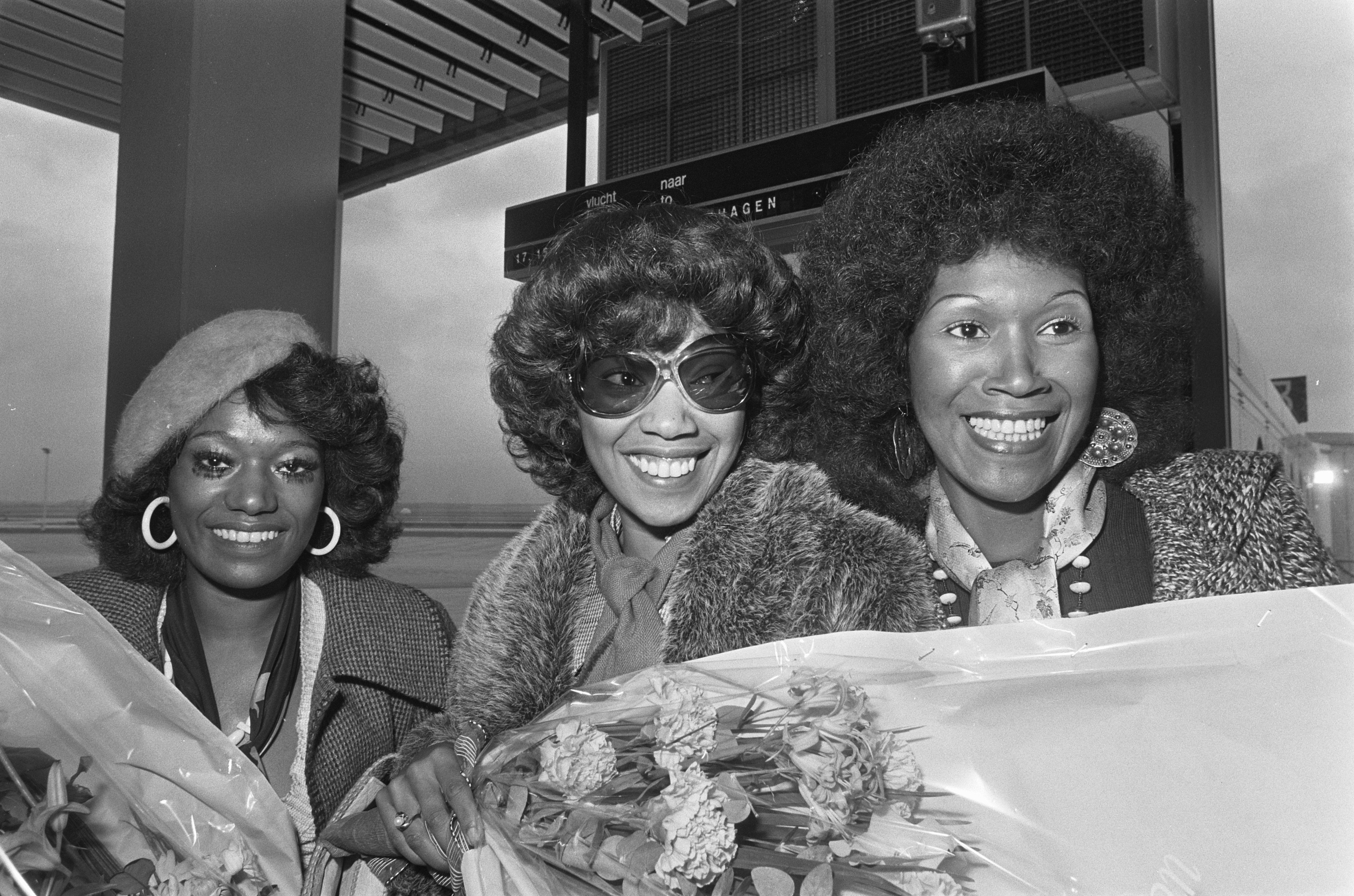
The Pointer Sisters, 1974

Der ausdrucksstarke Gesang sorgte in den folgenden Jahren immer wieder für Überraschungen und Hits. Das ausgezeichnete Album That’s a Plenty mit Klassikern wie Black Coffee oder Salt Peanuts enthielt mit Fairytale auch eine authentische Country-Nummer. Die Aufnahme konnte 1974 bis auf Platz 13 der US-Charts klettern und ermöglichte den Pointer Sisters auch den Sprung in die Country-Charts. Im Jahre 1975 gewannen sie mit dem Song Fairytale den Grammy für die Best Country Vocal Performance by a Duo or Group, bis heute die einzige schwarze Gruppe, der dies gelang. Im selben Jahr wurde ihnen auch die Ehre zuteil, in der Grand Ole Opry in Nashville auftreten zu dürfen.
Der Grammy-nominierte Song How Long (Betcha’ Got a Chick on the Side), wiederum funky, wurde im Jahre 1975 ihr einziger Nummer-eins-Hit in den R&B-Charts. Im selben Jahre wurden sie auch in Deutschland ausgezeichnet. Die deutsche Phono-Akademie verlieh ihnen den Preis für das beste internationale Nachwuchsensemble. Bis 1977 blieben sie ihrem Nostalgie-Kurs und der Plattenfirma Blue Thumb treu. Ein langwieriger Tantiemenprozess mit der Firma, ein Nervenzusammenbruch von June und der Flop des Albums Having a Party hatten vorübergehend einen empfindlichen Karriereknick zur Folge. Bereits Anfang 1978 verließ Bonnie die Gruppe, um bei Motown eine Solo-Karriere zu starten. Mit Heaven Must Have Sent You hatte sie noch im selben Jahr einen großen Hit, konnte diesen aber nicht wiederholen. Leider kam es auch mit der neuen Plattenfirma zu Unstimmigkeiten.

### Superstars – LabelsPlanetundRCA(1978–1985)
Der Wechsel zu Richard Perry und seinem Label Planet (im Vertrieb des großen Konzerns RCA Records) ließ die Erfolgskurve wieder nach oben gehen. Mit dem Album Energy (1978) produzierte er einen Hochglanz-Mix aus R&B und Rock ohne jegliche nostalgische Anleihen. Der mit einer goldenen Schallplatte ausgezeichnete Bruce-Springsteen-Song Fire kletterte auf Platz zwei der US-Charts und wurde ihr bis dato größter Erfolg. Das im nächsten Jahr veröffentlichte Album Priority setzte den Rock-Kurs fort. Allerdings floppte die Platte, keine Single konnte sich in den Charts platzieren. Erst die Hinwendung zu urbaneren Klängen mit dem Top-Hit He’s so Shy (1980, USA Platz 3, vergoldet) ließ das Trio endgültig auf Superstar-Kurs gehen. Nahtlos reihten die Schwestern einen Top-Hit an den anderen: Slow Hand (1981, UK Platz 10, USA Platz 2, vergoldet), Should I Do It, American Music (1982), Automatic, Jump, I’m So Excited, Neutron Dance (1984). Das Lied I’m So Excited, 1982 bereits auf dem Album So Excited vertreten, war 1984 als Remix im Austausch zu dem Titel Nightline auf Breakout wiederveröffentlicht. Alleine in den USA verkaufte sich das Album Break Out bis heute über drei Millionen Mal. I’m So Excited gilt auf beiden Seiten des Atlantiks als absoluter Disco-Klassiker, der auch heute noch auf vielen 1980er-Jahre-Partys oder im Radio gespielt wird. Im Jahre 1985 wechselten die Sisters dann schließlich vom Label Planet zum Mutterschiff RCA und hatten mit dem Album Contact und der Single Dare Me (1985, USA Platz 11, UK Platz 17) ihren letzten Millionenseller. Im selben Jahr waren sie auf dem Album We Are the World von USA for Africa, bekannt durch den gleichnamigen Welthit, mit dem Titel Just a Little Closer vertreten.

### Folgejahre (1986–2025)
Mit dem Album Hot Together (1986) konnten die Sisters nicht an die vorherigen Erfolge anknüpfen, die Single Goldmine erreichte nur Platz 33 in den US-Charts. Bis 1987 blieben sie in den amerikanischen Charts mit kleineren Erfolgen präsent, während sie in den R&B-Charts immerhin bis 1991 platziert waren. 1988 waren die Pointer Sisters auf dem Soundtrack Caddyshack II mit dem Dancetrack Power of Persuasion vertreten. In Europa dagegen waren sie schon fast abgeschrieben. Noch 1990 hatten sie RCA für einen lukrativen Vertrag mit der legendären Plattenfirma Motown verlassen. Doch auch hier wollte sich der Erfolg nicht wieder einstellen. Der 1993er Comeback-Versuch Only Sisters Can Do That blieb ebenso unbeachtet wie die Musical-Veröffentlichung Ain’t Misbehavin’ von 1996. Mit zahlreichen Kompilationen und regelmäßigen Live-Auftritten sind die Schwestern aber nach wie vor gut im Geschäft. 1994 waren sie mit dem Country Star Clint Black und dem Titel Chain of Fools auf der CD Rhythm Country and Blues vertreten, die sich in den USA eine Million Mal verkaufte. 1996 wurden sie bei der Abschlussfeier der Olympischen Spiele ebenso gefeiert wie bei der Night of the Proms im Jahre 2002. Zwei Jahre später gaben sie in Bonn zusammen mit Kool & The Gang ein umjubeltes Konzert. Zu diesem Zeitpunkt war June Pointer wegen Drogenproblemen bereits ausgestiegen. Ihren Platz hatte Issa Pointer, die Tochter von Ruth, eingenommen. 2018 gab es in der Kölner Lanxess-Arena einen erneuten Auftritt bei der Night of the Proms, wobei Anita Pointer von Issa Pointer, ihrer Nichte, und Sadako Johnson, ihrer Enkelin, begleitet wurde.
Der Song "Hot Together", welcher ursprünglich im Jahr 1986 veröffentlicht wurde, wurde 2025 als Untermalung des zweiten Trailers des Videospiels Grand Theft Auto 6 verwendet.

## Diskografie

### Studioalben
| Jahr | Titel                    | Höchstplatzierung, Gesamtwochen, AuszeichnungChartplatzierungen (Jahr, Titel, Platzierungen, Wochen, Auszeichnungen, Anmerkungen) | Höchstplatzierung, Gesamtwochen, AuszeichnungChartplatzierungen (Jahr, Titel, Platzierungen, Wochen, Auszeichnungen, Anmerkungen) | Höchstplatzierung, Gesamtwochen, AuszeichnungChartplatzierungen (Jahr, Titel, Platzierungen, Wochen, Auszeichnungen, Anmerkungen) | Höchstplatzierung, Gesamtwochen, AuszeichnungChartplatzierungen (Jahr, Titel, Platzierungen, Wochen, Auszeichnungen, Anmerkungen) | Anmerkungen                             |
| Jahr | Titel                    | DE | CH | UK | US | Anmerkungen                             |
| ---- | ------------------------ | --- | --- | --- | --- | --------------------------------------- |
| 1973 | The Pointer Sisters      | — | — | — | US13 Gold · (37 Wo.)US | Erstveröffentlichung: 26. Mai 1973      |
| 1974 | That’s a Plenty          | — | — | — | US82 Gold · (10 Wo.)US | Erstveröffentlichung: 13. Februar 1974  |
| 1975 | Steppin’                 | — | — | — | US22 (22 Wo.)US | Erstveröffentlichung: 19. Mai 1975      |
| 1977 | Having a Party           | — | — | — | US176 (3 Wo.)US | Erstveröffentlichung: 24. Oktober 1977  |
| 1978 | Energy                   | — | — | — | US13 Gold · (32 Wo.)US | Erstveröffentlichung: 24. Oktober 1978  |
| 1979 | Priority                 | — | — | — | US72 (8 Wo.)US | Erstveröffentlichung: 29. August 1979   |
| 1980 | Special Things           | — | — | — | US34 (24 Wo.)US | Erstveröffentlichung: 1. August 1980    |
| 1981 | Black & White            | — | — | UK21 (13 Wo.)UK | US12 Gold · (22 Wo.)US | Erstveröffentlichung: 12. Juni 1981     |
| 1982 | So Excited!              | — | — | — | US59 (28 Wo.)US | Erstveröffentlichung: 29. Juni 1982     |
| 1983 | Break Out                | — | — | UK9 Gold · (58 Wo.)UK | US8 ×3Dreifachplatin · (105 Wo.)US                                                                                                | Erstveröffentlichung: 6. November 1983  |
| 1985 | Contact                  | DE49 (8 Wo.)DE | CH19 (7 Wo.)CH | UK34 (7 Wo.)UK | US24 Platin · (34 Wo.)US | Erstveröffentlichung: 1. Juli 1985      |
| 1986 | Hot Together             | — | — | — | US48 (18 Wo.)US | Erstveröffentlichung: 23. Oktober 1986  |
| 1988 | Serious Slammin’         | — | — | — | US152 (6 Wo.)US | Erstveröffentlichung: 1. März 1988      |
| 1990 | Right Rhythm             | — | — | — | — | Erstveröffentlichung: 12. Juni 1990     |
| 1993 | Only Sisters Can Do That | — | — | — | — | Erstveröffentlichung: 16. November 1993 |

grau schraffiert: keine Chartdaten aus diesem Jahr verfügbar

### Livealben
| Jahr | Titel                   | Höchstplatzierung, Gesamtwochen, AuszeichnungChartsChartplatzierungen (Jahr, Titel, Platzierungen, Wochen, Auszeichnungen, Anmerkungen) | Anmerkungen                           |
| Jahr | Titel                   | US | Anmerkungen                           |
| ---- | ----------------------- | --- | ------------------------------------- |
| 1974 | Live at the Opera House | US96 (15 Wo.)US | Erstveröffentlichung: 13. August 1974 |

### Kompilationen
| Jahr | Titel                                  | Höchstplatzierung, Gesamtwochen, AuszeichnungChartplatzierungen (Jahr, Titel, Platzierungen, Wochen, Auszeichnungen, Anmerkungen) | Höchstplatzierung, Gesamtwochen, AuszeichnungChartplatzierungen (Jahr, Titel, Platzierungen, Wochen, Auszeichnungen, Anmerkungen) | Höchstplatzierung, Gesamtwochen, AuszeichnungChartplatzierungen (Jahr, Titel, Platzierungen, Wochen, Auszeichnungen, Anmerkungen) | Anmerkungen                         |
| Jahr | Titel                                  | AT | UK | US | Anmerkungen                         |
| ---- | -------------------------------------- | --- | --- | --- | ----------------------------------- |
| 1976 | The Best of the Pointer Sisters        | — | — | US164 (6 Wo.)US | Erstveröffentlichung: November 1976 |
| 1982 | Pointer Sisters’ Greatest Hits         | — | — | US178 (3 Wo.)US | Erstveröffentlichung: 1982          |
| 1989 | Jump – The Best of the Pointer Sisters | — | UK11 Gold · (10 Wo.)UK | — | Erstveröffentlichung: 1989          |
| 1996 | Best Of                                | AT16 (15 Wo.)AT | — | — | Erstveröffentlichung: 1996          |

Weitere Kompilationen
| - 1974: The Pointer Sisters Greatest Hits - 1977: Four Tracks from the Pointer Sisters - 1978: Their Greatest Recordings - 1981: Retrospect - 1987: The Collection - 1989: Greatest Hits - 1989: The Best of the Pointer Sisters - 1990: From the Pointer Sisters with Love - 1992: Sweet & Soulful - 1992: Automatic / Jump (For My Love) / I’m So Excited (12" Extended Mixes) - 1993: The ★ Collection - 1993: The Best of the Pointer Sisters 1978–1981 - 1993: We’re So Excited - 1997: Yes We Can Can (The Best of the Blue Thumb Recordings) - 1997: Greatest Hits | - 1998: The Collection - 1998: Best of the Pointer Sisters - 2000: Best of the Pointer Sisters - 2001: Legendary Pointer Sisters - 2002: Love Songs - 2002: The Ultimate Collection - 2003: The Very Best Of - 2003: I’m So Excited – The Very Best of the Pointer Sisters - 2004: Platinum & Gold Collection - 2004: So Excited - 2005: I’m So Excited - 2009: Jump: The Best of the Pointer Sisters - 2009: Playlist: The Very Best of the Pointer Sisters - 2010: Goldmine: The Best of the Pointer Sisters |

### Soundtracks
- 1996: Ain’t Misbehavin’: The New Cast Recording

### Singles
| Jahr | Titel Album                                                           | Höchstplatzierung, Gesamtwochen, AuszeichnungChartplatzierungen (Jahr, Titel, Album, Platzierungen, Wochen, Auszeichnungen, Anmerkungen) | Höchstplatzierung, Gesamtwochen, AuszeichnungChartplatzierungen (Jahr, Titel, Album, Platzierungen, Wochen, Auszeichnungen, Anmerkungen) | Höchstplatzierung, Gesamtwochen, AuszeichnungChartplatzierungen (Jahr, Titel, Album, Platzierungen, Wochen, Auszeichnungen, Anmerkungen) | Höchstplatzierung, Gesamtwochen, AuszeichnungChartplatzierungen (Jahr, Titel, Album, Platzierungen, Wochen, Auszeichnungen, Anmerkungen) | Höchstplatzierung, Gesamtwochen, AuszeichnungChartplatzierungen (Jahr, Titel, Album, Platzierungen, Wochen, Auszeichnungen, Anmerkungen) | Anmerkungen                                                              |
| Jahr | Titel Album                                                           | DE | AT | CH | UK | US | Anmerkungen                                                              |
| ---- | --------------------------------------------------------------------- | --- | --- | --- | --- | --- | ------------------------------------------------------------------------ |
| 1973 | Yes We Can Can The Pointer Sisters                                    | — | — | — | — | US11 (16 Wo.)US | Erstveröffentlichung: Februar 1973                                       |
| 1973 | Wang Dang Doodle The Pointer Sisters                                  | — | — | — | — | US61 (8 Wo.)US | Erstveröffentlichung: 1973                                               |
| 1974 | Fairytale That’s a Plenty                                             | — | — | — | — | US13 (16 Wo.)US | Erstveröffentlichung: Juni 1974                                          |
| 1975 | Live Your Life Before You Die –                                       | — | — | — | — | US89 (5 Wo.)US | Erstveröffentlichung: 1975                                               |
| 1975 | How Long (Betcha’ Got a Chick on the Side) That’s a Plenty • Steppin’ | — | — | — | — | US20 (15 Wo.)US | Erstveröffentlichung: 26. Juli 1975                                      |
| 1975 | Going Down Slowly Steppin’                                            | — | — | — | — | US61 (7 Wo.)US | Erstveröffentlichung: 12. November 1975                                  |
| 1978 | Fire Energy                                                           | DE35 (3 Wo.)DE | AT10 (20 Wo.)AT | — | UK34 (8 Wo.)UK | US2 Gold · (23 Wo.)US | Erstveröffentlichung: 2. Oktober 1978                                    |
| 1979 | Everybody Is a Star Energy                                            | — | — | — | UK61 (3 Wo.)UK | — | Erstveröffentlichung: 1979                                               |
| 1979 | Happiness Energy                                                      | — | — | — | — | US30 (10 Wo.)US | Erstveröffentlichung: März 1979                                          |
| 1980 | He’s so Shy Special Things                                            | — | — | — | — | US3 Gold · (26 Wo.)US | Erstveröffentlichung: 23. Juli 1980                                      |
| 1980 | Could I Be Dreaming Special Things                                    | — | — | — | — | US52 (11 Wo.)US | Erstveröffentlichung: 1980                                               |
| 1981 | Slow Hand Black & White                                               | — | — | — | UK10 (11 Wo.)UK | US2 Gold · (24 Wo.)US | Erstveröffentlichung: Mai 1981                                           |
| 1981 | Should I Do It Black & White                                          | DE75 (2 Wo.)DE | — | — | UK50 (5 Wo.)UK | US13 (16 Wo.)US | Erstveröffentlichung: Dezember 1981                                      |
| 1982 | American Music So Excited!                                            | — | — | — | — | US16 (14 Wo.)US | Erstveröffentlichung: 1982                                               |
| 1982 | I’m So Excited So Excited!                                            | DE— GoldDE | — | — | UK— PlatinUK | US9 (40 Wo.)US | Erstveröffentlichung: September 1982                                     |
| 1983 | If You Wanna Get Back Your Lady So Excited!                           | — | — | — | — | US67 (5 Wo.)US | Erstveröffentlichung: 1983                                               |
| 1983 | I Need You Break Out                                                  | — | — | — | UK25 (10 Wo.)UK | US48 (15 Wo.)US | Erstveröffentlichung: Oktober 1983                                       |
| 1984 | Automatic Break Out                                                   | — | — | — | UK2 Silber · (17 Wo.)UK | US5 (20 Wo.)US | Erstveröffentlichung: 13. Januar 1984                                    |
| 1984 | Jump (For My Love) Break Out                                          | DE20 (14 Wo.)DE | — | CH13 (9 Wo.)CH | UK6 Silber · (10 Wo.)UK | US3 (24 Wo.)US | Erstveröffentlichung: 11. April 1984                                     |
| 1984 | I’m So Excited (Remix) Break Out                                      | — | — | — | UK11 (11 Wo.)UK | US9 (24 Wo.)US | Erstveröffentlichung: 1984                                               |
| 1984 | Neutron Dance Break Out                                               | DE18 (11 Wo.)DE | AT19 (6 Wo.)AT | CH14 (8 Wo.)CH | UK31 (7 Wo.)UK | US6 (23 Wo.)US | Erstveröffentlichung: November 1984                                      |
| 1985 | Baby Come and Get It Break Out                                        | — | — | — | UK76 (2 Wo.)UK | US44 (11 Wo.)US | Erstveröffentlichung: 31. März 1985                                      |
| 1985 | Dare Me Contact                                                       | — | — | — | UK17 (8 Wo.)UK | US11 (18 Wo.)US | Erstveröffentlichung: Juni 1985                                          |
| 1985 | Freedom Contact                                                       | — | — | — | — | US59 (11 Wo.)US | Erstveröffentlichung: 1985                                               |
| 1986 | Twist My Arm Contact                                                  | — | — | — | — | US83 (5 Wo.)US | Erstveröffentlichung: 1986                                               |
| 1986 | Goldmine Hot Together                                                 | — | — | — | UK78 (2 Wo.)UK | US33 (13 Wo.)US | Erstveröffentlichung: 1986                                               |
| 1987 | All I Know Is the Way I Feel Hot Together                             | — | — | — | — | US93 (2 Wo.)US | Erstveröffentlichung: 1987                                               |
| 1987 | Be There Serious Slammin’                                             | — | — | — | UK78 (4 Wo.)UK | US42 (9 Wo.)US | Erstveröffentlichung: 1987 vom Soundtrack des Films Beverly Hills Cop II |
| 1990 | Friends’ Advice (Don’t Take It) Right Rhythm                          | — | — | — | UK97 (1 Wo.)UK | — | Erstveröffentlichung: Mai 1990                                           |

Weitere Singles
| - 1971: Don’t Try to Take the Fifth - 1972: Destination No More Heartaches - 1974: Steam Heat - 1977: Having a Party - 1978: Slow Hand - 1979: All Your Love - 1979: Angry Eyes - 1979: Who Do You Love - 1980: We’ve Got the Power - 1980: Where Did the Time Go - 1981: What a Surprise - 1981: Sweet Lover Man | - 1986: Back in My Arms - 1986: Sexual Power - 1987: Mercury Rising - 1987: He Turned Me Out - 1988: I’m in Love - 1988: Power of Persuasion - 1990: Insanity - 1990: After You - 1993: Don’t Walk Away - 2005: Sisters Are Doing It for Themselves - 2005: Christmas in New York |

### Videoalben
- 1986: So Excited
- 1998: Live in Africa
- 2002: All Night Long
- 2004: I’m So Excited
- 2005: Live in Concert
- 2004: Live in Montana: 2004
- 2005: The Ultimate Soul Divas
- 2008: Live

## Auszeichnungen für Musikverkäufe
| Goldene Schallplatte - Australien - 1982: für das Album Pointer Sisters’ Greatest Hits - Kanada - 1984: für die Single Jump (For My Love) - 1985: für die Single Neutron Dance - Neuseeland - 1984: für das Album Break Out Platin-Schallplatte - Dänemark - 2021: für die Single I’m So Excited - Kanada - 1979: für das Album Energy - 1985: für das Album Contact - Neuseeland - 2022: für die Single I’m So Excited - Niederlande - 1980: für das Album Energy - Spanien - 2024: für die Single I’m So Excited | 4× Platin-Schallplatte - Kanada - 1986: für das Album Break Out |

Anmerkung: Auszeichnungen in Ländern aus den Charttabellen bzw. Chartboxen sind in ebendiesen zu finden.
| Land/RegionAuszeichnungen für Musikverkäufe (Land/Region, Auszeichnungen, Verkäufe, Quellen) | Silber     | Gold       | Platin       | Verkäufe  | Quellen                       |
| -------------------------------------------------------------------------------------------- | ---------- | ---------- | ------------ | --------- | ----------------------------- |
| Australien (ARIA)                                                                            | —          | Gold1      | —            | 20.000    | Einzelnachweise               |
| Dänemark (IFPI)                                                                              | —          | —          | Platin1      | 90.000    | ifpi.dk                       |
| Deutschland (BVMI)                                                                           | —          | Gold1      | —            | 250.000   | musikindustrie.de             |
| Kanada (MC)                                                                                  | —          | 2× Gold2   | 6× Platin6   | 600.000   | musiccanada.com               |
| Neuseeland (RMNZ)                                                                            | —          | Gold1      | Platin1      | 40.000    | aotearoamusiccharts.co.nz NZ2 |
| Niederlande (NVPI)                                                                           | —          | —          | Platin1      | 100.000   | nvpi.nl                       |
| Spanien (Promusicae)                                                                         | —          | —          | Platin1      | 60.000    | elportaldemusica.es           |
| Vereinigte Staaten (RIAA)                                                                    | —          | 7× Gold7   | 4× Platin4   | 9.000.000 | riaa.com                      |
| Vereinigtes Königreich (BPI)                                                                 | 2× Silber2 | 2× Gold2   | Platin1      | 1.250.000 | bpi.co.uk                     |
| Insgesamt                                                                                    | 2× Silber2 | 14× Gold14 | 15× Platin15 |           |                               |